# 程建国
程建国（1964年1月—），陕西泾阳人，农业推广硕士，教授，民盟盟员，1985年7月参加工作。中华人民共和国政治人物。

## 生平
程建国早年在陕西师范大学生物系生物专业学习，获理学学士学位。毕业后担任教职，先后任教于陕西省林业学校、杨凌职业技术学院。2001年步入政坛，先后出任杨陵区副区长、杨凌示范区科教发展局副局长、农业林业局局长。2013年2月出任陕西省政协提案委员会副主任、咸阳市副市长。因在脱贫攻坚战中作出贡献，在2021年2月25日全国脱贫攻坚总结表彰大会上，程建国被授予“全国脱贫攻坚先进个人”荣誉称号。